# رشید حسنی
رشید حسنی (عربی: رشيد حسني؛ زادهٔ ۲ مهٔ ۱۹۹۰) بازیکن فوتبال اهل مراکش است.
وی همچنین در تیم ملی فوتبال مراکش بازی کرده‌است.